# William P. Gottlieb
William Paul Gottlieb (Brooklyn, 28 gennaio 1917 – New York, 23 aprile 2006) è stato un fotografo statunitense.

## Biografia
Gottlieb è noto soprattutto per le sue fotografie di alcuni tra i più importanti artisti della cosiddetta "Età dell'oro" del jazz (attorno alla seconda metà degli anni 1940): le sue foto sono tra le più note e riprodotte di questo periodo della storia del jazz.
Nel corso della sua carriera, Gottlieb ritrasse centinaia di artisti jazz, spesso mentre si esibivano nei più famosi jazz club di New York. Tra i suoi ritratti più conosciuti si ricordano quelli di Louis Armstrong, Duke Ellington, Charlie Parker, Tiny Grimes, Billie Holiday, Dizzy Gillespie, Earl Hines, Thelonious Monk, Stan Kenton, Ray McKinley, Benny Goodman, Coleman Hawkins, Louis Jordan, Ella Fitzgerald e Benny Carter.
Gottlieb iniziò la sua carriera di fotografo all'inizio degli anni 1940, durante l'ultimo anno di università in qualità di curatore di una rubrica di jazz per il Washington Post. Quando il giornale decise che non avrebbe potuto permettersi di pagare un fotografo per illustrare la rubrica di Gottlieb, quest'ultimo comprò una macchina fotografica e cominciò a fare le foto egli stesso.
Trasferitosi a New York dopo aver prestato servizio come aviere nella guerra, Gottlieb lavorò come fotografo e giornalista per la rivista Down Beat che era allora la principale pubblicazione che s'interessava di jazz. Le sue foto e i suoi articoli apparivano spesso anche sulle riviste Record Changer, Saturday Review, e Collier's. Nel 1948, Gottlieb si ritirò dal jazz per poter passare più tempo con la sua famiglia.
Gottlieb passò il resto della sua vita lavorativa nel campo dell'illustrazione didattica, in cui vinse numerosi premi.
Morì all'età di 89 anni, per le complicazioni seguite ad un infarto.

## Galleria di ritratti

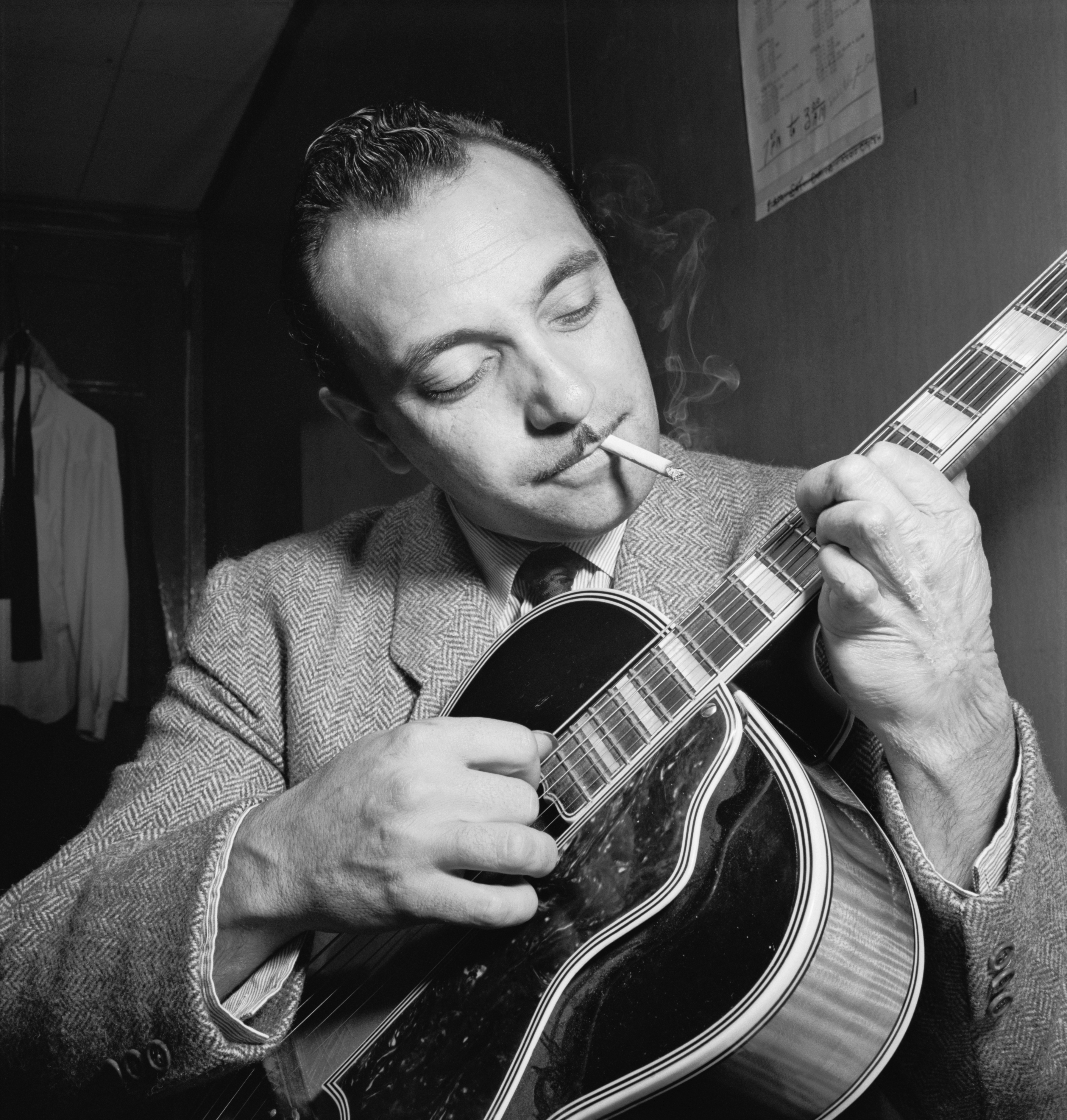
Django Reinhardt al jazz club Aquarium, New York, ca. Novembre 1946.
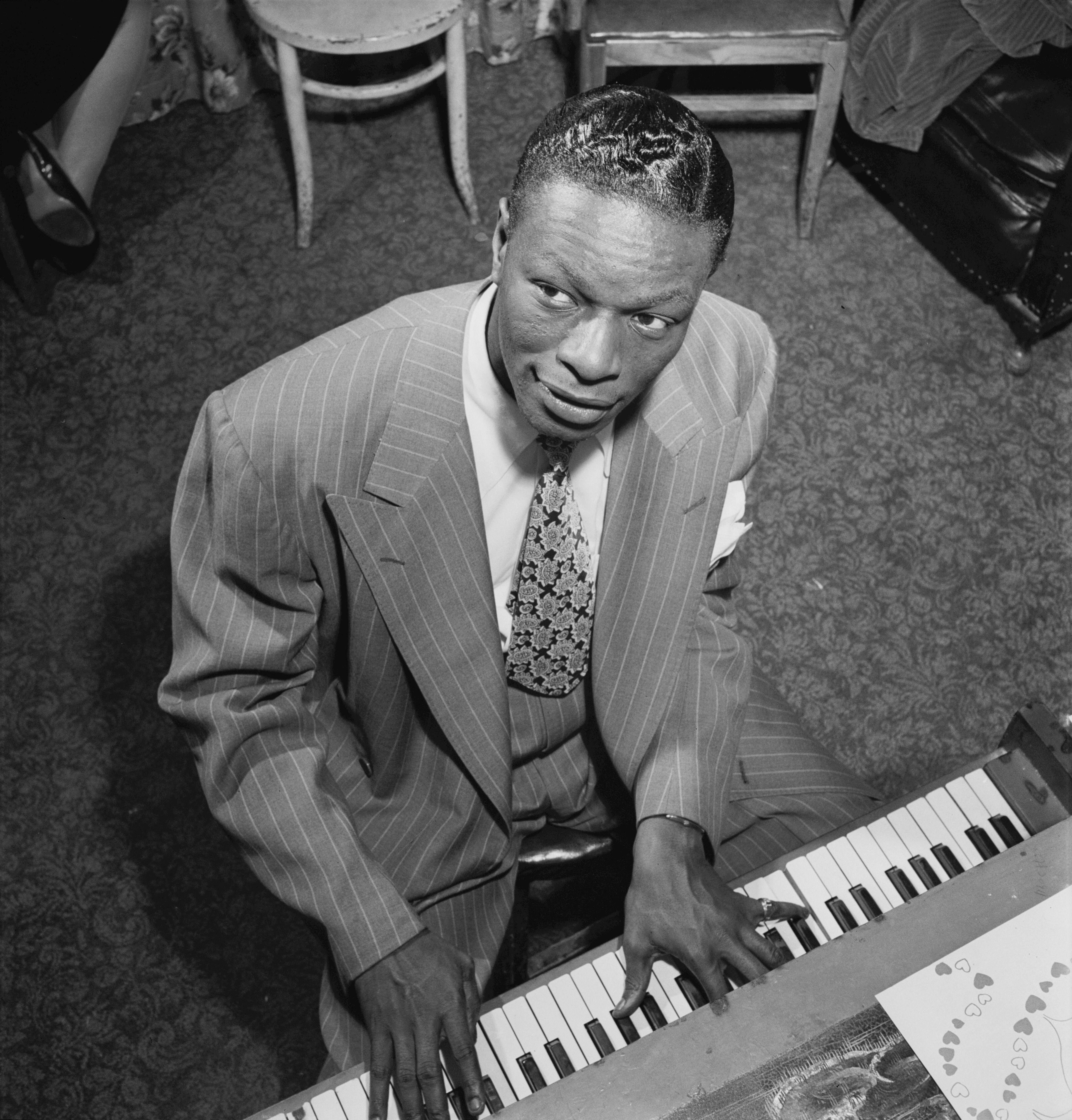
Nat Cole, 1947.
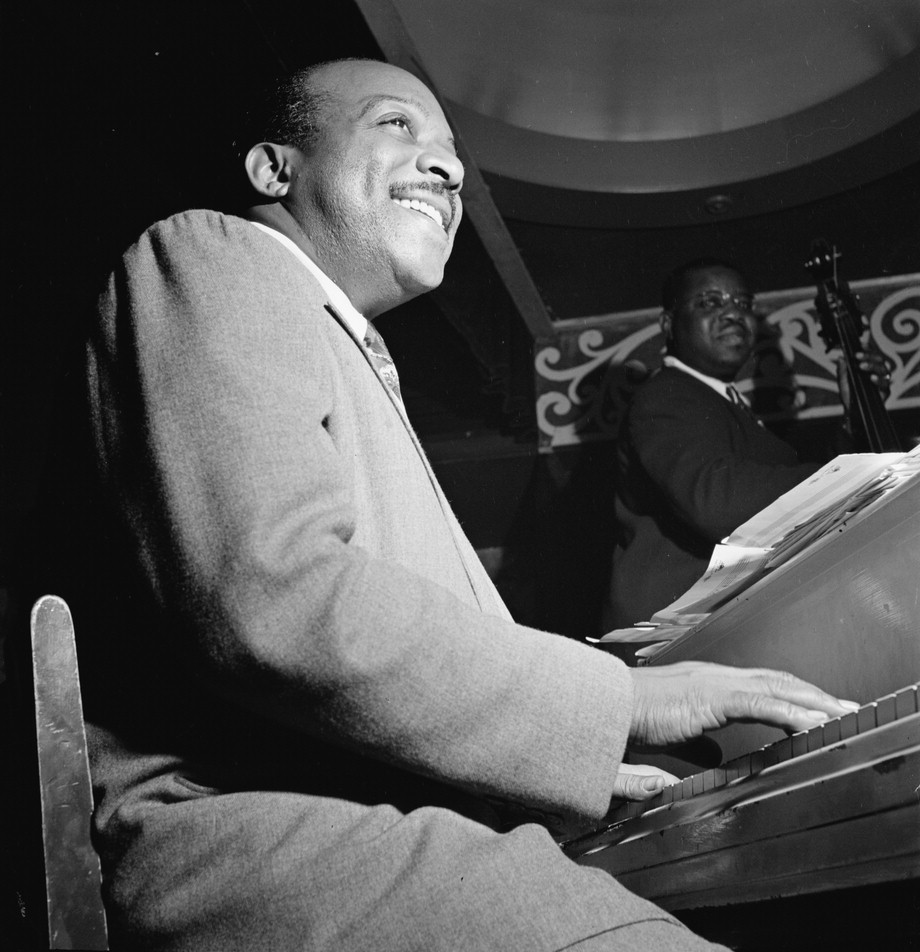
Count Basie al jazz club Aquarium, New York, ca. 1947.
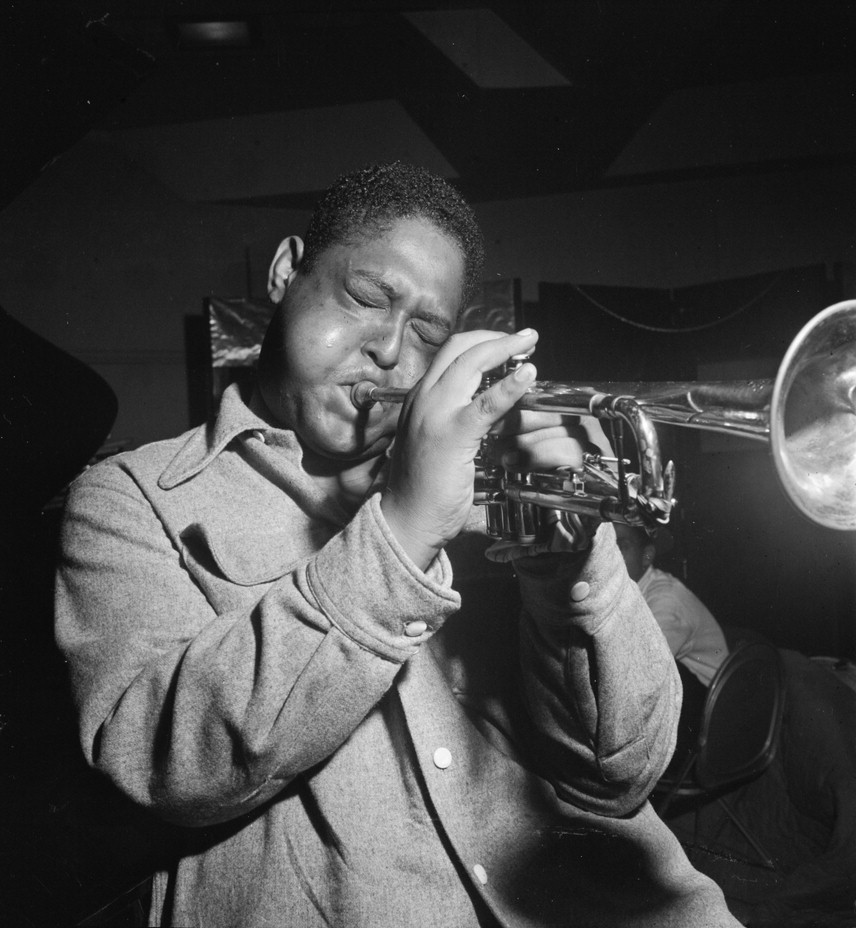
Fats Navarro, 1947.
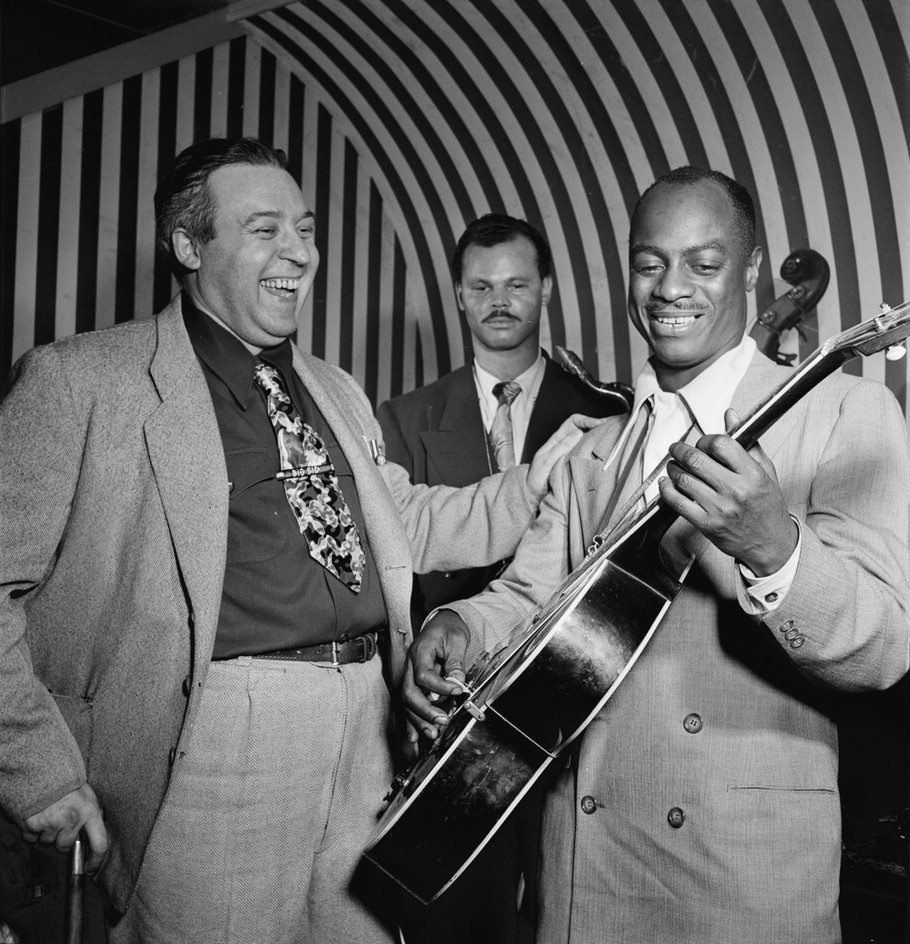
Tiny Grimes e Hugues Panassiè, New York, ca. 1946/1948

## Accesso alle fotografie di William P. Gottlieb

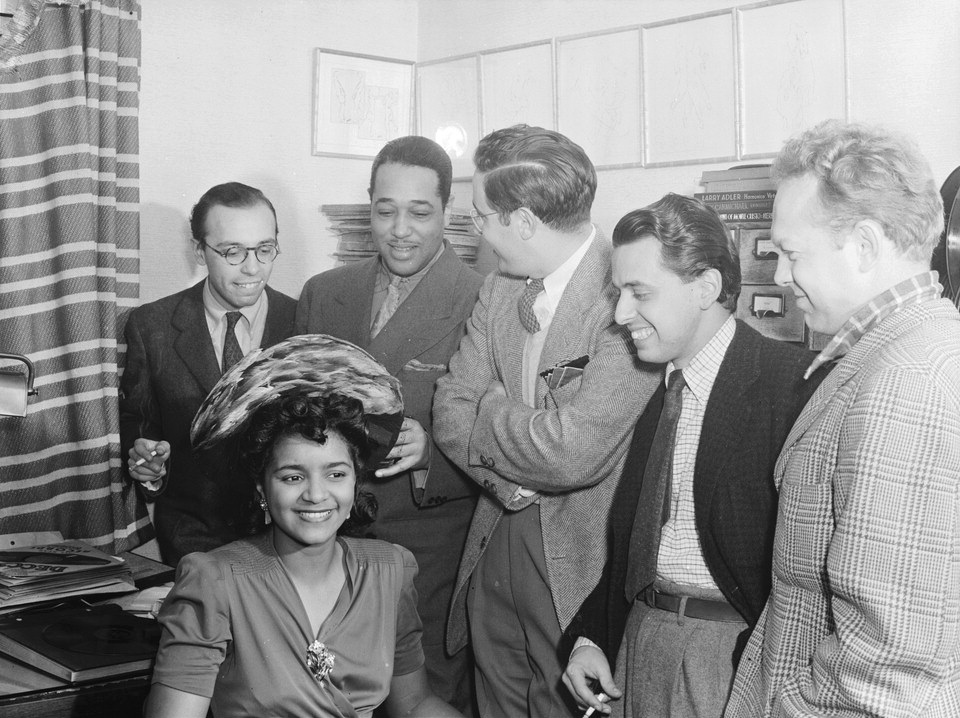
Ahmet Ertegün, Duke Ellington, William P. Gottlieb, Nesuhi Ertegün, e Dave Stewart, in casa di William P. Gottlieb, Maryland,.
Foto di Delia Potofsky Gottlieb.

La collezione Gottlieb sull'età del jazz fu acquistata dalla Biblioteca del Congresso e da questa resa disponibile online. Dal febbraio 2010, e secondo i desideri del suo autore, l'intera collezione è stata resa di dominio pubblico.